# Eduardo Chadwick Claro
Eduardo Alejandro Chadwick Claro (Santiago, 20 de marzo de 1959) es un empresario del sector agropecuario chileno, principalmente conocido por sus negocios en la industria vitivinícola.
Recibió y desarrolló el negocio de su padre, Juan Alfonso Chadwick Errázuriz, e internacionalizó la Viña Errázuriz de vino chileno.

## Familia
Eduardo es el cuarto y último hijo del segundo matrimonio de Juan Alfonso Chadwick Errázuriz, conformado con Patricia Claro Marchant. Sus tres hermanos son Patricia María Soledad (casada con Javier Covarrubias Echeverría), Juan Alfonso (casado con María Francisca Irarrázabal Müller) y María Carolina (casada primero con Luis Felipe Cruzat Larraín, y luego con Claudio Nicolás Errázuriz Correa). Debido a su abuelo paterno, Tomás Alejandro Chadwick Ortúzar, y a su abuela paterna, Leonor Errázuriz Echazarreta, Eduardo deriva de varias de las familias más poderosas de Chile, incluyendo la familia Chadwick y la familia Errázuriz, pero también varios apellidos de la aristocracia castellano-vasca.
Estudió en el Colegio del Verbo Divino.
Eduardo se casó con Eugenia Braun Llona, descendiente de la poderosa familia Braun de Punta Arenas, con quien tuvo cuatro hijos: Magdalena María, María José, Alejandra María y María Eugenia (casada con Nicolás Marinovic Vial).

## Carrera empresarial

### Industria vitivinícola
Eduardo Chadwick se hizo cargo de una serie de haciendas heredadas de su padre, Juan Alfonso Chadwick Errázuriz, uno de los principales modernizadores de la industria vitivinícola chilena, quien a su vez había heredado una serie de terrenos familiares, además de adquirir algunos nuevos terrenos en los años 1940. Fue su padre quien recuperó la Viña Errázuriz, que provenía de su familia materna, y que se encontraba fragmentada por divisiones familiares y por la reforma agraria. Tanto la Viña Errázuriz como la Viña Seña, otro viñedo familiar importante, se ubican en los valles del Aconcagua, Casablanca, Maipo y Rapel.
Para la muerte de su padre en 1993, Eduardo ya estaba obteniendo de la Viña Errázuriz casi exclusivamente vinos de alta calidad, siendo por aquellos años una de las pocas viñas chilenas con estas características. Estos vinos los exportaba a Inglaterra, Alemania y Estados Unidos. Su primer vino premium fue «Don Maximiano Founder's Reserve», embotellado en 1991. Este éxito le permitió establecer la primera alianza estratégica importante firmada en Chile entre un productor mundial y uno local. La marca Errázuriz se asoció con el millonario californiano Robert Mondavi, quien ya estaba asociado a reconocidas y aristocráticas casas de vino internacional, entre ellas la fancesa Barón Philippe de Rothschild, y la italiana Marqués de Frescobaldi.
En 2005, las ventas del empresario alcanzaron alrededor de US$ 50 millones, consiguiendo un volumen de producción de 1,3 millones de cajas.
En 2007, Capital, revista de economía y negocios controlada por el Grupo Claro de Ricardo Claro (1934-2008), publicó un artículo sobre Eduardo Chadwick Claro, apodándolo el «As de copas», por su triunfo internacional con las viñas Errázuriz, Arboleda, Caliterra y Seña. Mientras tanto, el empresario siguió comprando propiedades en los valles del Aconcagua y Maipo, sumando el de Colchagua.
Hacia 2018, la Viña Errázuriz exportaba el 85% de su producción vinícola a Europa, Estados Unidos y Asia.

### Negocios con The Coca-Cola Company
A partir de los negocios creados por su padre en el rubro de las bebidas, Eduardo cerró en 1996 un trato con The Coca-Cola Company, quienes se aliaron como su socio estratégico en la Fábrica de Bebidas y Cervecería Polar S.A. De este modo Eduardo Chadwick consiguió la licencia para embotellar productos de Coca-Cola para la región de Magallanes. Posteriormente, adquirió nuevas licencias para la región centro-sur de Argentina, formando la filial Coca-Cola Polar Argentina. Más adelante, a fines de 2004, adquirió además a The Coca-Coca Company la única compañía con franquicia en Paraguay.